# Варун Дхаван
Варун Дхаван (енгл. Varun Dhawan, Мумбај, 24. април 1987) индијски је филмски глумац.

## Филмографија
| Улоге Варун Дхаван |                   |               |                     |          |
| Година             | Српски назив      | Изворни назив | Улога               | Напомена |
| 2012               | Студент године    |               | Рохан Нанда         |          |
| 2014               | Ја сам твој херој |               | Сринатх Прасад      |          |
| 2014               |                   |               | Ракеш „Хампи” Шарма |          |
| 2015               | Бадлапур          |               | Рахав Пратап Синх   |          |
| 2015               | Љубавници         |               | Вир Ранхир Бакши    | [ 1 ]    |
| 2016               |                   |               | Џунаид Ансари       |          |

## Награде

### Филмфареова награда
- Номинован
  - 2013. – Филмфареова награда за најбољег мушког дебитанта у филму Студент године
  - 2016. – Филмфареова награда за најбољег глумца у филму Бадлапур